# Anchusa pseudoochroleuca
Anchusa pseudoochroleuca är en strävbladig växtart som beskrevs av Shost. Anchusa pseudoochroleuca ingår i släktet oxtungor, och familjen strävbladiga växter. Inga underarter finns listade i Catalogue of Life.